# Stevenage FC
Stevenage FC is een Engelse voetbalclub uit Stevenage, Hertfordshire, die uitkomt in de League One.
De club werd in 1976 als Stevenage Borough FC opgericht, nadat eerdere clubs uit Stevenage verdwenen waren. In 1996 werd de club kampioen van de Football Conference maar mocht niet promoveren omdat het stadion niet aan de voorschriften voldeed. De volgende keer dat de club dicht bij promotie naar de Football League kwam, was toen ze in 2005 de play-off finale tegen Carlisle United verloor. In 1998 werd de vierde ronde van de FA Cup bereikt en verloor nipt met 2-1 van Newcastle United. In 2010 werd de club kampioen in de Conference National waardoor de club het daaropvolgende seizoen in de League Two (vierde klasse) speelde.
In 2010 liet de club het "Borough" uit zijn naam vallen en ging verder als Stevenage FC. Het eerste seizoen onder de nieuwe naam was meteen succesvol: de club zorgde eerst voor een stunt door in eigen huis eersteklasser Newcastle United met 3-1 te verslaan en de vierde ronde van de FA Cup te bereiken (die verloor het wel van tweedeklasser Reading FC). Datzelfde seizoen bereikte de club ook de finale van de play-offs van League Two, die het ook meteen won (1-0 tegen Torquay United). Dankzij twee promoties op rij speelt de club zo voor het eerst in League One.

## Erelijst
- League Two
  - Play-off winnaar: 2010–11
- Conference National
  - 1995–96, 2009–10
- FA Trophy
  - 2006–07, 2008–09
- Herts Senior Cup
  - 2008–09
- Isthmian League Premier Division
  - 1993–94
- Isthmian League Division One
  - 1991–92
- Isthmian League Division Two North
  - 1985–86, 1990–91
- United Counties League Division One
  - 1980–81
- United Counties League Cup
  - 1980–81

## Bekende (oud-)spelers
- Bradley Johnson
- Kevin Lisbie
- David Phillips